# Mogens Schou
Mogens Schou (* 24. November 1918 in Kopenhagen; † 29. September 2005) war ein dänischer Psychiater und Entwickler der Lithiumprophylaxe (Lithiumtherapie) der affektiven Psychosen.
Nachdem bereits der australische Psychiater John Cade 1949 über eine anti-manische Wirkung von Lithium berichtet hatte, propagierte Schou ab 1967 eine phasenprophylaktische Wirkung von Lithium bei affektiven Psychosen. Durch die dauerhafte Einnahme von Lithium-Medikamenten soll der Rückfall in Depression oder Manie verhindert werden.
Die Wirksamkeit der Lithium-Prophylaxe war von Beginn an umstritten. Einige Forscher feiern sie als den größten Fortschritt im Bereich der Psychopharmaka-Therapie. Andere glauben, dass vor allem der große persönliche Einsatz von Mogens Schou zu ihrer Verbreitung geführt hat.
Schou erhielt 1968 den Anna-Monika Prize, 1969 den Paul-Martini-Preis und 1987 den Albert Lasker Award for Clinical Medical Research.